# Utopia (cinéma)
Pour les articles homonymes, voir Utopia (homonymie).
Les cinémas Utopia sont « des salles de proximité » indépendantes, implantées dans sept villes : Avignon, Bordeaux, Montpellier, Saint-Ouen-l'Aumône/Pontoise, Toulouse, Troyes (à Pont-Sainte-Marie) et Tournefeuille.
Toutes les salles sont classées « art et essai » avec les trois labels : « Recherche et découverte », « Jeune public », « Patrimoine et répertoire ».
La plupart des Utopia sont en société coopérative et participative (cinq sur sept : Bordeaux, Tournefeuille, Montpellier, Saint-Ouen-l'Aumône, Avignon) ou en cours de transformation. Si les structures sont indépendantes juridiquement, elles sont néanmoins solidaires et fédérées par la SAS La part des anges détentrice du nom.
Depuis leur création, les cinémas du réseau se revendiquent comme étant des cinémas d'opinion.

## Historique

### XXesiècle

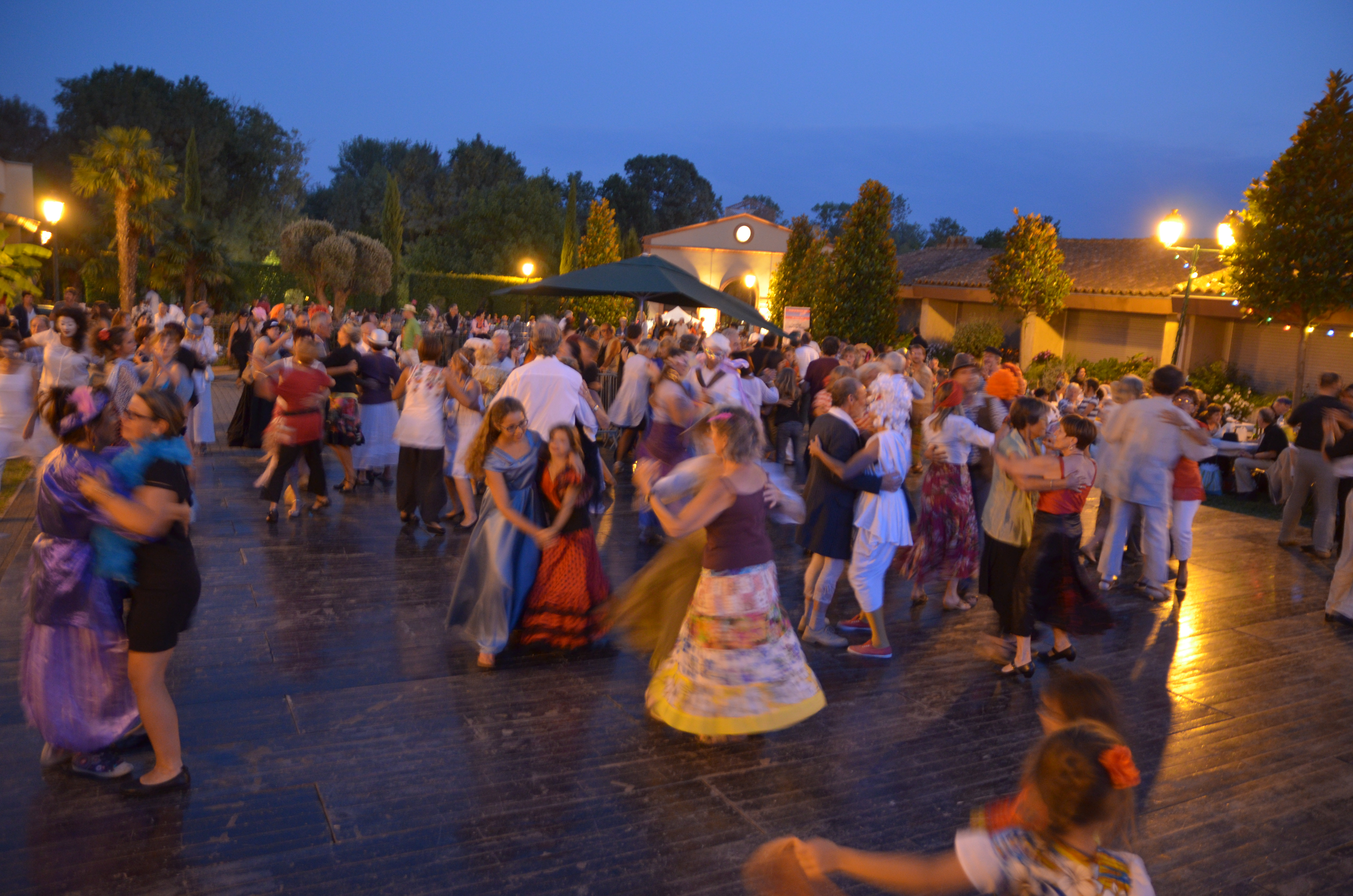
Bal anniversaire des Utopia.

Un premier cinéma nait en 1971 à Aix-en-Provence, Le 16/35, dans une première salle prêtée par le clergé. Cette initiative revient à Anne-Marie Faucon qui quitte son travail d'infirmière en psychiatrie et à Michel Malacarnet qui abandonne ses études en faculté d'histoire. Une de leurs ambitions est de « Bâtir une alternative à la domination des trusts ». Les œuvres projetées appartiennent à la cinématographie indépendante délaissée par les gros exploitants. La salle sert aussi à accueillir des débats d'associations telles le MLAC qui milite pour le droit à l'avortement. Le bail arrive à son terme en 1973. À cette même période, ils sont contactés par le directeur de l'Institut américain d'Avignon, Herbert Maza, qui leur propose de s'installer dans une ancienne église désaffectée près de l'Institut. 

Cette salle à Avignon constitue l'acte de naissance d'Utopia en 1976. Avant de connaître une stabilité financière, Faucon et Malacarnet n'arrivent pas à payer les charges d'électricité et reçoivent une aide financière des premiers spectateurs.

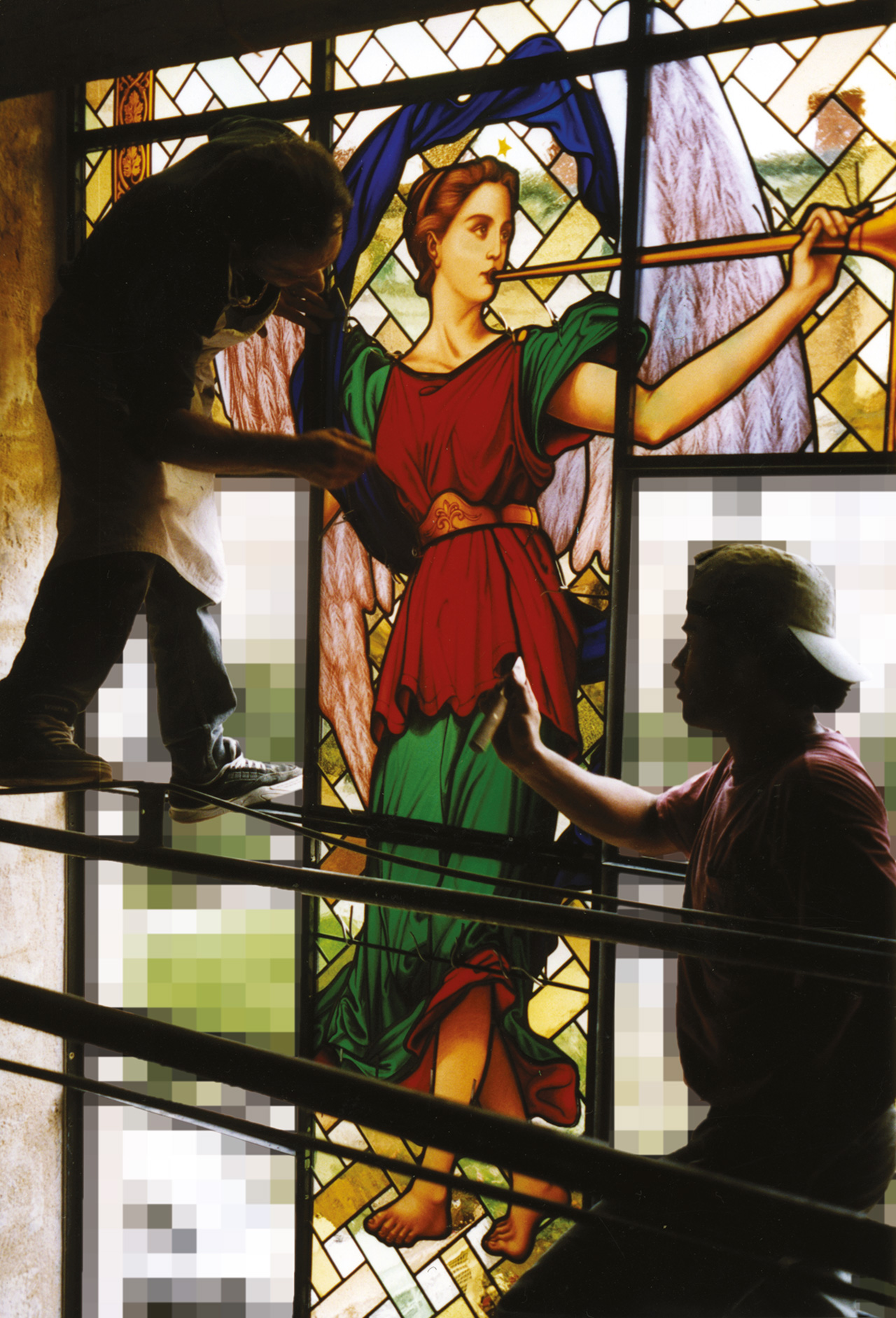
Utopia Bordeaux, pose du vitrail.

Dans les années 1980, Utopia essaime dans d'autres villes : Bayonne, Bédoin, Bollène, Manosque, Montpellier, Paris, Riom, Toulon, Valence, etc.. Connaissant par la suite des dépôts de bilan, le réseau décide alors de concentrer ses forces sur quelques lieux. En 1983, la création de l'IFCIC lui permet de croître.
Le cinéma historique de trois salles de Toulouse — rachetées par Utopia en 1993 — est revendu en juin 2016 à deux salariés de l'équipe et devient à nouveau l'American Cosmograph (comme en 1907).
Le réseau édite, toutes les cinq semaines et de façon gratuite, un journal dénommé La Gazette,. Outre les horaires, sont rédigées des présentations des films sélectionnés par les équipes. On y trouve également les actualités locales et celles de la salle (par exemple rencontre avec les cinéastes) ou encore des articles engagés abordant des sujets de société et relayant les actions des associations militantes.

### XXIesiècle
En 2003, le réseau enregistrait 1,3 million d'entrées annuelles.
En 2010, le principe des vidéos en poche est mis en place : il consiste à acheter un film pour la somme de 5 € sans DRM en l'emportant sur une clé USB,. Cela fonctionne avec l'utilisation d'un logiciel libre financé par Utopia et conçu par une société toulousaine. Le 30 novembre 2022, le dispositif est arrêté après 30 237 copies vendues pour des raisons techniques et économiques liées au logiciel utilisé, ainsi que les changements importants des pratiques culturelles des spectateurs se tendant vers les plateformes vidéo. L'auteur Rodolphe du blog Utopia écrit : « nous en avons tenu la promesse originelle qui était de lutter contre la logique répressive de la loi Hadopi et de proposer une alternative à la répression, basée sur le lien de confiance dans la recommandation tissée par les salles avec les spectateurs. »
En 2016, le catalogue est composé de 150 œuvres et d'une douzaine de cinémas participants. A cette même époque, le réseau compte 23 millions de spectateurs depuis sa création.

## Reconnaissance
En 2005, le réseau est récompensé en tant que Meilleur Entrepreneur Européen par Europa Cinémas,.
Il reçoit pendant sept années consécutives les trophées du Film français.
En sa qualité de cofondatrice du réseau, Anne-Marie Faucon est décorée comme chevalier des Arts et des Lettres, chevalier de l'Ordre du mérite et de la médaille Beaumarchais avec Michel Malacarnet.

## Les cinémas
Les cinémas Utopia proposent une programmation diversifiée composée de petites et moyennes productions indépendantes sans recourir à des blockbusters. La programmation est constituée à 70% de films européens, français, puis de petites productions mondiales. Tous les films sont projetés dans leur version originale sous-titrée en français, hormis ceux pour enfants projetés en version française. Certains films français sont également sous-titrés en français afin d'en faciliter l'accès aux personnes sourdes et malentendantes.

### Utopia Avignon (5 salles)

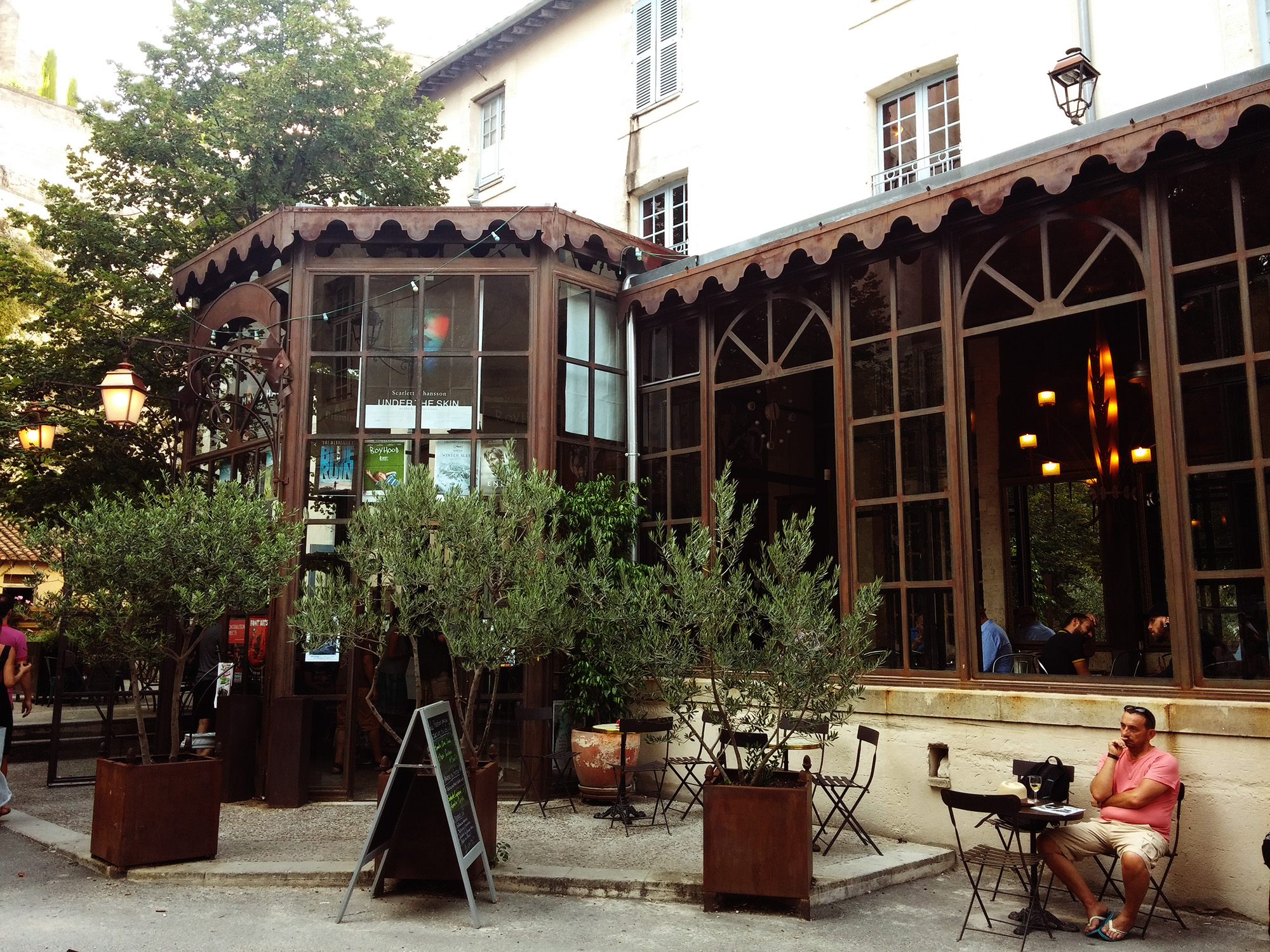
Utopia Avignon, façade.

À Avignon, le réseau est implanté sur deux sites : Utopia Manutention et Utopia République.
Utopia Manutention, inaugurée en Juillet 1994, abrite 4 salles ainsi qu'un café et un restaurant. C'est l'ancienne manutention d'arme du Palais des Papes et le bâtiment lui-même est en pierre de taille. Au cœur du quartier historique, le bâtiment est également relié au rocher des Doms par les Escaliers Sainte-Anne.
Utopia République est la salle historique inaugurée en 1976 dans l'ancienne chapelle Saint-Antoine qui jouxte le rez-de-chaussée de l'Institut Américain Universitaire d'Avignon ; elle abrite une salle unique. Sur sa façade figure un texte d’André Malraux : « Je ne peux pas infliger la joie d’aimer l’art à tout le monde. Je peux seulement essayer de l’offrir, la mettre à disposition pour que, à ceux qui la demanderont, elle soit donnée. Si je peux me dire, en mourant, qu’il y a cinq cent mille jeunes de plus qui ont vu s’ouvrir, grâce à mon action, une fenêtre par où ils s’échapperont à la dureté de la technique, à l’agressivité de la publicité, au besoin de faire toujours plus d’argent pour leurs loisirs dont la plupart sont vulgaires ou violents, si je peux me dire cela, je mourrai content, je vous assure ».

### Utopia Bordeaux (5 salles)

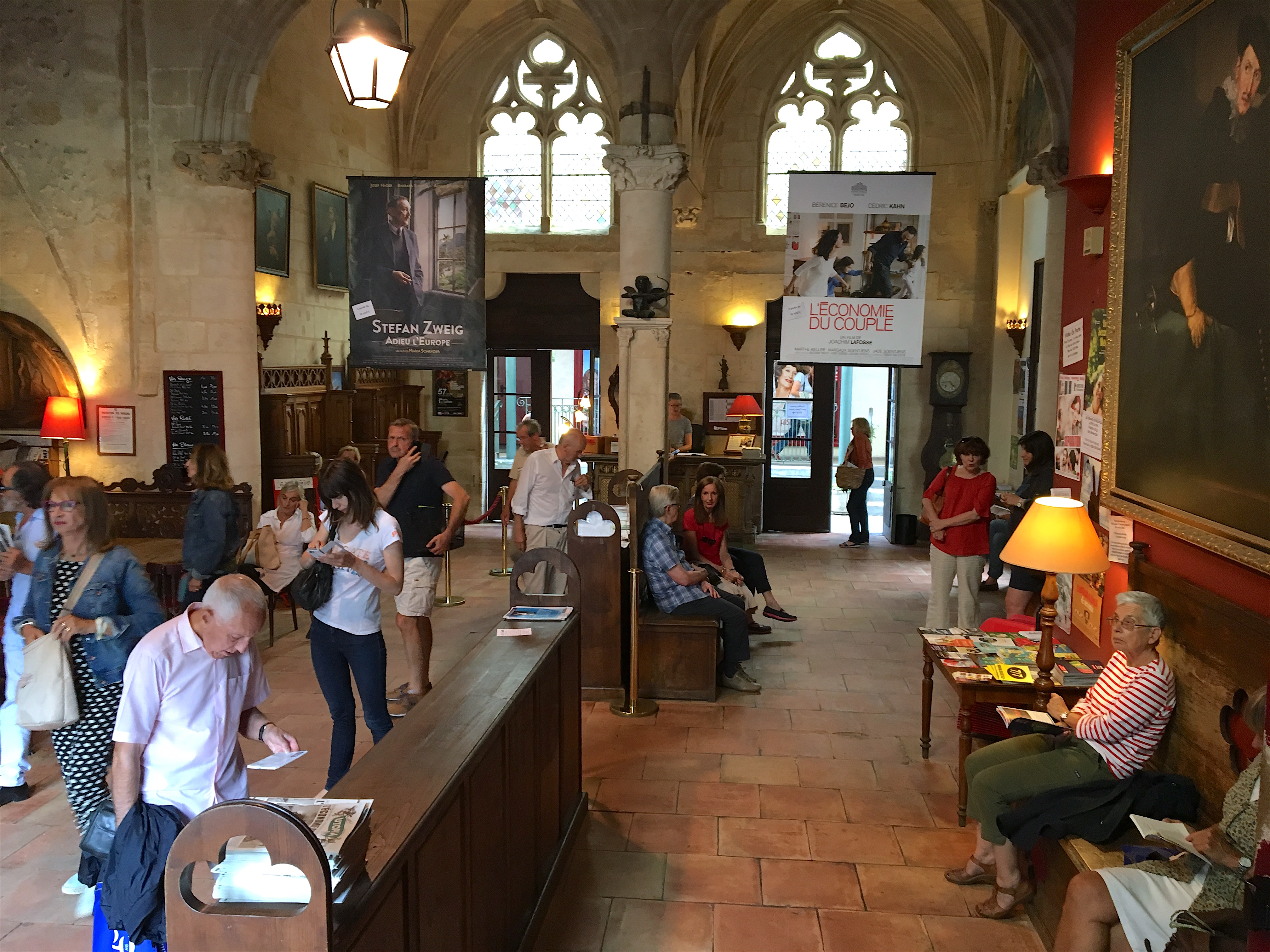
Utopia Bordeaux, hall.

L'Utopia de Bordeaux a été inauguré le 29 septembre 1999. Il est situé dans l'ancienne église désaffectée Saint-Siméon, qui avait beaucoup souffert d'une période où elle avait été reconvertie en garage puis squattée. En pierre de taille, elle a été remise en valeur par l'équipe, qui a fait confectionner un vitrail sur mesure pour la façade principale. Elle possède une petite cour intérieure, une cheminée d'origine et un bar restaurant.
Impliqué dans la vie sociale bordelaise, le cinéma est un lieu de débats considéré comme un « centre d'animation gauchiste extrêmement actif » au début des années 2000 par Alain Juppé, alors maire de la ville.
Depuis 2004, en collaboration avec l'association Espaces Marx Aquitaine, Utopia Bordeaux organise chaque année, en février, les Rencontres cinématographiques « La classe ouvrière, c'est pas du cinéma ».
En novembre 2013, Utopia Bordeaux est le premier du réseau à passer en SCOP.
Le 15 décembre 2020, l'équipe procède à une ouverture et sans spectateurs afin de protester contre le confinement de six mois imposé aux lieux de culture durant la pandémie de Covid-19,.

### Utopia Sainte-Bernadette - Montpellier (3 salles)
L'actuel cinéma Utopia Sainte-Bernadette de Montpellier se situe dans les anciens locaux du cinéma Diagonal Campus, qui a été ouvert en 1983. Il est vendu en 2007 à Utopia, l'entreprise étant contrainte de fermer deux autres cinémas montpélliérains la même année. Il est situé sur l'avenue du Docteur Pezet, à proximité de l'université Paul-Valéry, dans le quartier Saint-Eloi. Il comportait à l'origine deux salles et a été entièrement rénové pour l'inauguration en septembre 2007. Il compte désormais trois salles. En décembre 2014, le cinéma se transforme en SCOP sous l'appellation Utopia Sainte-Bernadette faisant référence à la paroisse étudiante présente sur la même avenue. De 2016 à 2023, Arnaud Clappier est le gérant. Depuis 2023, Nadège Samour est la nouvelle gérante.

### Utopia Saint-Ouen-l'Aumône (6 salles)

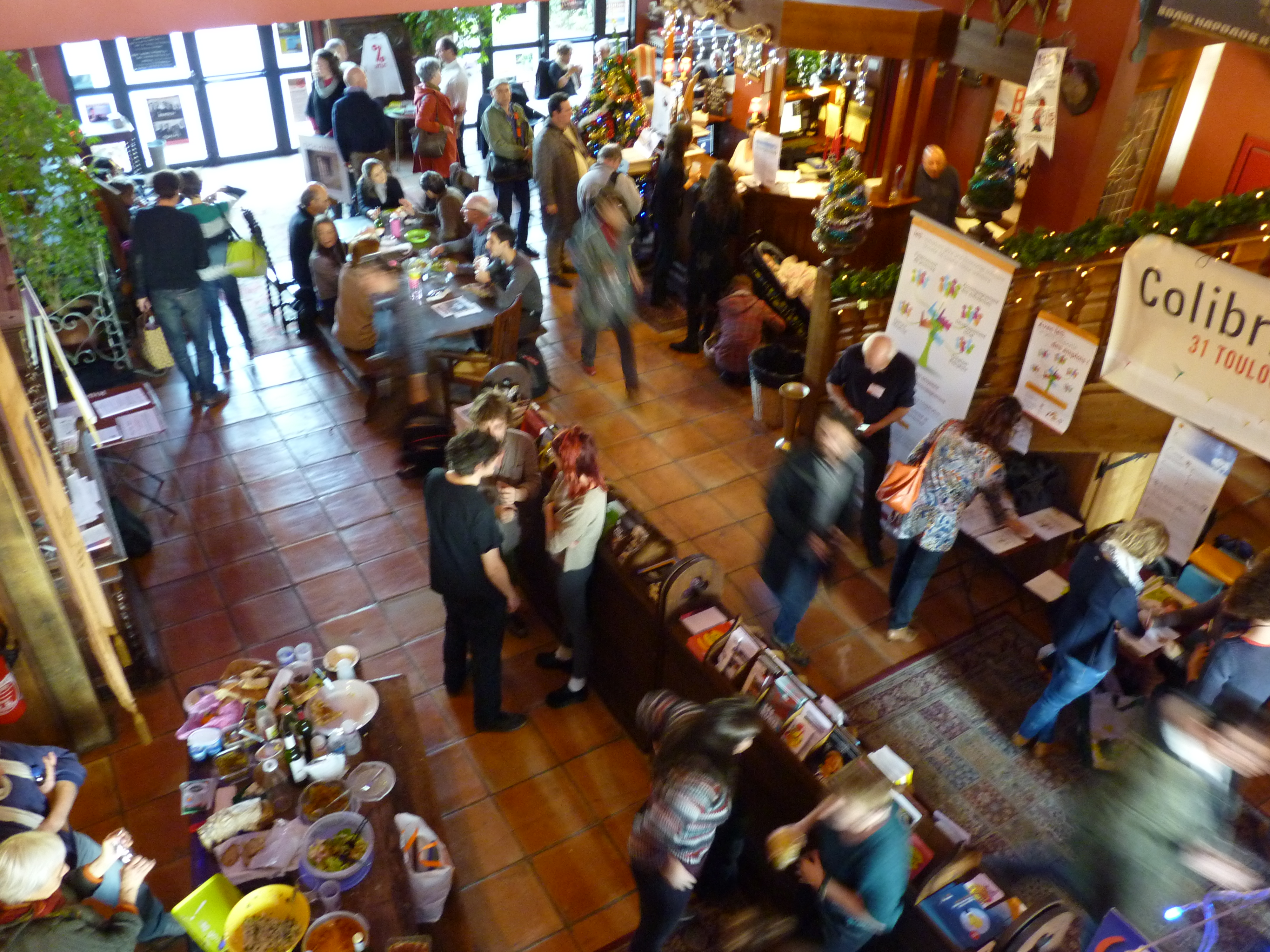
Utopia Tournefeuille, hall.

Six salles réparties sur deux lieux :
- Le Stella : Saint-Ouen-l'Aumône cinq salles construit en 1986[42]
- Le Royal : Pontoise ancien cinéma le Royal à salle unique avec balcon rouvert en 1992[43].

### Utopia Toulouse (Borderouge) (3 salles)
Entre 1993 et 2016 un premier cinéma Utopia Toulouse a existé au 24 rue Montardy, à proximité de la place du Capitole. Il possédait 3 salles. Ce cinéma est (re)devenu l'American Cosmograph en 2016.
Le cinéma Utopia actuel est inauguré en juin 2019. Il est situé dans le quartier de Toulouse de Borderouge.

### Utopia Tournefeuille (4 salles)
Situé à Tournefeuille, à 10 km de Toulouse, il est inauguré en 2003.

### Utopia Pont-Sainte-Marie (4 salles)

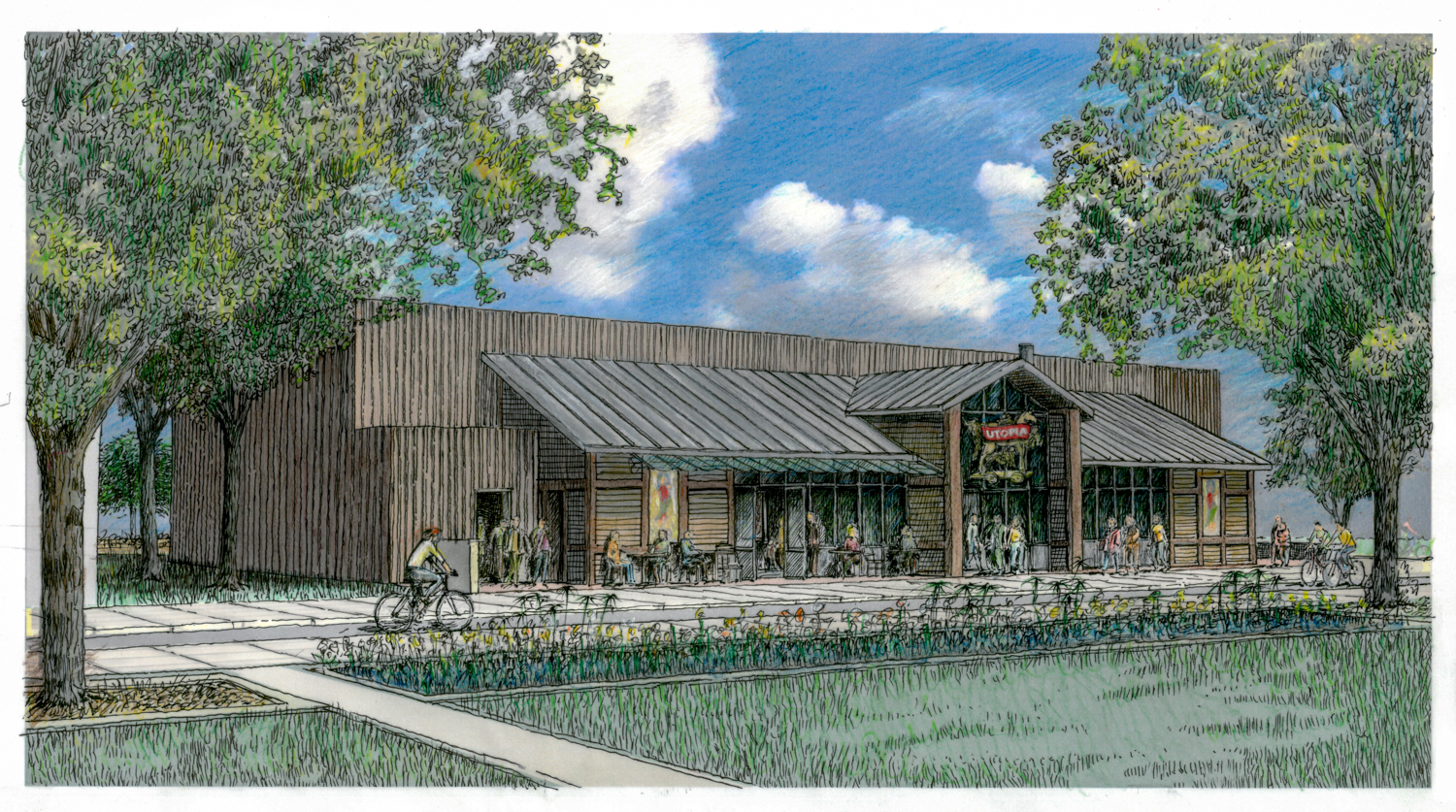
Utopia Pont-Sainte-Marie, esquisse architecturale.

Réalisé avec une structure en bois, Utopia Pont-Sainte-Marie est un prototype bas carbone, zéro déchet et économe en eau de grâce à des toilettes sèches. Situé sur un parc de 2 hectares dans l'écoquartier du Moulinet (sur l'ancien centre de mobilisation militaire no 69), à 3 km de Troyes, ce cinéma 4 salles sera le premier cinéma en France visant une telle ambition environnementale,. Le permis de construire est accordé en octobre le 19 octobre 2020. Certains financements publics tardant à arriver,, une campagne de financement participatif est lancée pour financer une partie du projet. Le clip de campagne dans lequel interviennent les Frères Dardenne, Swann Arlaud est réalisé par Francis Fourcou. Le projet est également soutenu par des réalisateurs tels Robert Guédiguian, Martin Provost.
Il est inauguré le 1er décembre 2022.

### Projet d'Utopia Cenon (3 salles)
Dans la ville de Cenon, située sur la rive droite de la métropole bordelaise, le réseau Utopia va ouvrir un cinéma d'art et d'essai. Il sera installé dans le château Palmer, une ancienne demeure du début du XIXe siècle. À l’intérieur, trois salles de projection seront créées pour une capacité totale de 250 places.
L'ouverture est prévue pour le premier semestre 2025.

### Filmographie
- Francis Fourcou, J'aime la vie, je fais du vélo, je vais au cinéma, 2004 (voir sur Imdb). Ce documentaire s'attache au mouvement des cinémas indépendants en France, et tout particulièrement au réseau Utopia. Il décrit en particulier la difficile lutte économique contre l'hégémonie des gros circuits commerciaux.